# Mary F. Thomas
Mary F. Thomas (1816 - 1888) fue una líder de los derechos de las mujeres estadounidenses de Indiana y miembro del movimiento de sufragio. Nacida en una familia Quaker, Thomas abogó por las mujeres, así como por las personas que necesitaban ayuda médica. Ella fue miembro fundador de la Asociación de Sufragio de la Mujer de Indiana y trabajó durante años en varias organizaciones de dicho estado.

## Primeros años
Mary Frame Meyers nació el 28 de octubre de 1816 en el Condado de Montgomery. Hija de Samuel y Mary Meyers, una familia Quaker. Los cuáqueros en el siglo XIX en Indiana y en todo el país fueron tuvieron un papel importante en las reformas de justicia penal y en los movimientos de justicia social que incluían la templanza, abolición, y el sufragio de las mujeres. Algunos de los abolicionistas blancos más famosos y suffragists eran de fondo Quaker, incluyendo a Sarah y Angelina Grimké, Rhoda Coffin, y Mary Birdsall.
Durante su niñez, el padre de Mary Meyers, un abolicionista activo, la llevó a los debates del Congreso en Washington, D.C. Debido a que su familia creía que la esclavitud era moralmente errónea, se mudaron a Nueva Lisboa, Ohio, para escapar de la atmósfera esclavista. En Ohio Mary Meyers y sus hermanas ayudaron a sus padres en los trabajar de la granja, y en las tardes su padre hacía las veces de tutor para educarlas.

## Educación
Durante su tiempo en el condado de Wabash, Indiana, Thomas empezó a asistir a conferencias sobre medicina junto con su esposo. A partir de 1851 fue a Filadelfia, Pensilvania para tomar cursos en el Penn's Medical College para mujeres.
Algunas fuentes afirman que luego tomó más cursos en el Cleveland Medical College de 1852 a 1853, antes de regresar a graduarse del Penn's Medical College para Mujeres en 1854. Mientras que otras fuentes no mencionan que haya dejado Penn para tomar cursos en Cleveland Medical College. Fue una de las primeras mujeres en obtener un título médico en el país.
En el catálogo de 1860 del Penn's Medical College para mujeres, ella aparece listada como graduada en 1854 como "lady graduate" (con "hidropesía ovárica" como su especialidad).

## Movimiento por los derechos de las mujeres
En 1845, Thomas asistió a la reunión anual de cuáqueros (Yearly Meeting) en Salem, Ohio, donde escuchó a Lucretia Mott predicar los derechos de las mujeres. Se dice que esto inspiró a la joven Thomas a usar su posición para abogar por sus compañeras mujeres.

### La asociación de Sufragio de Mujer de Indiana
Después de escuchar hablar a Mott, Thomas se convirtió en una participante activa del movimiento de sufragio, y se hizo miembro de la asociación de Sufragio de la Mujer de Indiana (originalmente conocida como la Asociación de Derechos de la Mujer de Indiana), ayudando a redactar el preámbulo y la constitución en 1851.
La constitución, que cita "derechos innegables e inalienables" como razón para el sufragio de la mujer, fue redactada el 15 de octubre de 1851. Las resoluciones incorporadas en la constitución inicial incluyen puntos que afirman que las leyes que discriminan a las mujeres deben ser erradicadas, los derechos de la mujer son derechos de todos, igualdad de oportunidades para todos y que los hombres deben ayudar al movimiento pero no dirigir el movimiento.
Las personas que firman incluyen a Mary Birdsall, Fanny y Henry Hiatt, y Agnes Cook.

#### 1855 - 1857
Durante la 4.ª reunión anual en 1855, la asociación de Sufragio de la Mujer de Indiana eligió a Mary F. Thomas una de sus vicepresidentas para ejercer durante 1856. Ella trabajó como vicepresidenta para Amanda M. Way durante la 5.ª reunión anual, junto con otras vicepresidentas que incluyeron a Melissa J. Diggs, Fanny Hiatt, Hannah J. Small y M. Collins Gordon..
Durante la 5.ª reunión anual Thomas fue elegida como presidenta de la asociación para la reunión del año siguiente. En 1857, Thomas sirvió como presidenta junto con Sarah Underhill, Emily Neff, Emma B. Swank, Elizabeth Wright, y Mary B. Birdsall como sus vicepresidentas. En su discurso inaugural, Thomas declaró que "mientras nosotras seguíamos privándonos de muchos derechos y privilegios, habíamos logrado un gran trabajo porque ahora ocupábamos una posición mucho más adelantada de lo que hacíamos hace unos años ".
En ese mismo año, Thomas se convirtió en coeditora de una revista nacional de mujeres llamada Lily junto a su compañera sufragista y vicepresidenta Mary B. Birdsall. La revista se centró un gran número de temáticas que van desde la templanza, los derechos de las mujeres, la reforma del vestido y la cobertura femenina.

### Legislatura del estado de Indiana
El 19 de enero de 1859, se convocó una sesión conjunta especial para la Asamblea General de Indiana para escuchar una petición por los derechos de las mujeres. Thomas, Mary B. Birdsall, and Agnes Cook dirigieron a un grupo de más de mil mujeres y hombres del Condado de Wayne para que apelaran a los miembros de la Asamblea General..
Thomas se convirtió en la primera mujer en dirigirse a la Asamblea General en su presentación de la petición del grupo. Se pedía que se agregara una enmienda a la Constitución de Indiana que permitiera el sufragio de las mujeres. Existen diferentes opiniones de la época que registran de distintas formas la atmósferas entre el público presente. Algunos describen a los hombres en la muchedumbre como "ásperos, directos y bulliciosos", mientras que otros dicen que cada uno escuchó "educadamente". Sin embargo, Thomas presentó la petición con argumentos lógicos, abogando fuertemente por la igualdad de derechos después de suplicar a la asamblea para que la escucha con respeto. Mary B. Birdsall habló después de que Thomas pidiera el sufragio de las mujeres, y Agnes Cook siguió a Birdsall con un llamado a la templanza. Aunque ninguna de las peticiones fue promulgada, hizo un gran impacto en la historia de las mujeres en Indiana.

## Guerra civil norteamericana
Durante la Guerra civil norteamericana, los roles de las mujeres fueron ampliados debido a la necesidad de las enfermeras para ayudar a cuidar de soldados heridos.

### Comisión Sanitarias y esfuerzos ante la guerra en Indiana
En 1862, el gobernador de Indiana Oliver P. Morton estableció la Comisión Sanitaria de Indiana con el fin de recaudar fondos y recoger suministros para las tropas en el campo de batalla.
Como parte de esta Comisión Sanitaria, el Gobernador Morton reclutó la ayuda de mujeres, incluyendo a Thomas, para llevar suministros a la línea de frente a partir de enero de 1863. Ella también cuidó soldados heridos en la Batalla de Vicksburg, junto con muchas otras mujeres.
Junto con la batalla de Vicksburg, ella sirvió en muchos hospitales que cuidan a los soldados de Indiana en Washington, Nashville, y Natchez. En 1864, fue nombrada superintendenta durante ocho meses de un hospital de refugiados en Nashville, donde su marido trabajó como cirujano del hospital.

## Vida posterior y continuación de la carrera médica
Thomas siguió siendo una defensora de los derechos de la mujer y dedicó su vida a la medicina. 
Según una revista publicada en 1889, "ella siempre estaba profundamente interesada en el cuidado de los desamparados y los necesitados, una verdadera Dorcas, y querida médico para los pobres". A lo largo de todo esto, su marido permaneció a su lado apoyando sus esfuerzos.

### Juntas, asociaciones, y sociedades
Después de la Guerra civil, Thomas y su marido regresaron a Richmond, Indiana, donde continuaron su activismo social. Thomas sirvió en la Junta de Salud Pública de Richmond. En 1875, fue aceptada en la sociedad médica del condado de Wayne después de ser rechazada dos veces antes (probablemente debido a su sexo). En 1876 fue la primera mujer miembro de la Universidad Médica del Estado, en 1877 ella era delegada de la Sociedad Médica Estatal de la Asociación Médica Americana.

### Casa para Mujeres sin amigos
Thomas fue una de las fundadoras de la Casa para Mujeres sin amigos y desde 1875 hasta su muerte en 1888 sirvió como médico activo en el lugar. La casa fue construida "para la ayuda y la recuperación de las mujeres abandonadas".

## Vida personal
Mientras que en Ohio, María Meyers conoció al Dr. Owen Thomas, quien también provenía de una familia de cuáqueros. Se casaron en 1839, y la pareja se trasladó al condado de Wabash, Indiana, para que los dos estudiaran medicina. Era raro que las mujeres siguieran la medicina, pero Owen era absolutamente favorable de las ambiciones de su esposa, nombrándola como su médico auxiliar.
No solo su esposo la apoyaba en términos de sus aspiraciones profesionales, sino también en su trabajo como sufragista. En el proyecto realizado en 1851 para la constitución de la asociación del sufragio de la mujer de Indiana, él firmó el documento después de su esposa.
La pareja tuvo tres hijas, una de las cuales era Pauline Heald, que también practicó la medicina y participó activamente por la defensa de los derechos de las mujeres.

## Muerte
El 19 de agosto de 1888, Mary Thomas falleció en Richmond, Indiana. Sus últimos deseos indicaban que sus portadores de féretro fueran solo mujeres, cuatro mujeres blancas que representan a los Buenos Templarios, a la Unión Cristiana de Mujeres por la Templanza, la Asociación de Sufragio de la Mujer y el Hogar de mujeres sin amigos, y dos mujeres afroamericanas que representaran a todas las razas y la lucha por los derechos de todos.